# Siegelsbach
Siegelsbach è un comune tedesco di 1 696 abitanti, situato nel land del Baden-Württemberg.